# Stony Rapids Airport
Stony Rapids Airport är en flygplats i Kanada. Den ligger i den centrala delen av landet, 2 500 km nordväst om huvudstaden Ottawa. Stony Rapids Airport ligger 250 meter över havet.
Terrängen runt Stony Rapids Airport är platt. Runt Stony Rapids Airport är det mycket glesbefolkat, med 6 invånare per kvadratkilometer.. Närmaste större samhälle är Black Lake, 18,5 km sydost om Stony Rapids Airport. 
I omgivningarna runt Stony Rapids Airport växer i huvudsak barrskog.